# Centro de Energías Renovables
El Centro de Energías Renovables (CER) fue una institución pública que consolidó los esfuerzos del Estado de Chile para desarrollar las energías renovables no convencionales (ERNC). Este organismo fue el resultado del trabajo conjunto del Ministerio de Energía y CORFO (la agencia chilena para el desarrollo económico).
A través del contacto directo que logra el CER con todos los integrantes de la industria de las ERNC, fue además un proveedor de insumos para el Ministerio de Energía en el diseño de las nuevas políticas en esa materia. Se disolvió en noviembre de 2014, siendo reemplazado por el Centro para la Innovación y Fomento de las Energías Sustentables (CIFES).

## Misión
La misión del CER es promover y facilitar el desarrollo de la industria de las ERNC, articulando esfuerzos públicos y privados, que optimicen el uso del gran potencial de recursos energéticos renovables no convencionales existentes en Chile, contribuyendo así a tener un abastecimiento de energía seguro y sustentable, económica, ambiental y socialmente.

## Funciones
El CER realiza principalmente tres líneas de acción:
- Apoyo de Proyectos de ERNC: Acompañamos a los diferentes actores del mercado, atendiendo sus inquietudes, generando documentos técnicos, organizando mesas de trabajo y orientando el desarrollo de futuras iniciativas.
- Promoción y Difusión de ERNC: El CER genera instancias de difusión de las ERNC a nivel nacional, a través de cursos, talleres, seminarios, capacitaciones, encuentros y actividades relacionadas, con el objeto de formar capacidades y educar a la comunidad.
- Centro de Información: Almacenamiento y generación de antecedentes relacionados con el mercado, tecnología y desarrollo de ERNC.